# Limba protonordică
Limba protonordică (sau protoscandinava, vechea nordică primitivă, protogermanica de nord) a fost o limbă indo-europeană vorbită în Scandinavia, și se crede ca a evoluat din protogermană în prima perioadă d.Hr. Era scrisă cu sistemul vechi futhark, și a fost vorbită cam din secolul al III-lea până în secolul al VII-lea d.H. 

## Fonologia

### Accentul
Accentul de intensitate era pe prima silabă. Unii lingviști susțin că ar fi existat și un accent de înălțime preluat din limba proto-indo-europeană, accent care ar fi devenit accentul melodic din limbile suedeză și norvegiană contemporane. O altă teorie recentă este că fiecare silabă lungă din protonordică și tot a doua silabă aveau accent marcat de înălțime, ceea ce a dus la diferențele tonale din suedeză și norvegiană. Apoi unii lingvișt susțin că nici măcar primele rudimente de distincție fonetică nu au apărut decât când a apărut limba nordică veche.

### Vocalele
O caracteristică distinctivă a sistemului vocal protonordic este lipsa de simetrie dintre vocalele lungi și scurte, după cum se poate observa mai jos:
Vocale scurte
- a: [a]
- e: [e]
- i: [i]
- u: [u]

Vocale lungi
- ā: [aː]
- ō: [oː]
- ī: [iː]
- ū: [uː]

Diftongi
- eu: [eʊ]
- au: [aʊ]
- ei: [eɪ]
- ai: [aɪ]

### Consoane
Oclusive
Protonordica avea aceleași șase consoane oclusive ca și limba nordică veche. Când una dintre consoanele oclusive sonore stătea între două vocale, era pronunțată fricativ. 
- p: [p]
- t: [t]
- k: [k]
- b: [b] între vocalele [β]
- d: [d] între vocalele [ð]
- g: [ɡ] între vocalele [ɣ]

Fricative
- f: [f]
- þ: [θ]
- h: [x]
- s: [s]
- z: [z], în stagiile de urmă probabil pronunțat ca r retroflex. (De obicei, U+280, ʀ a fost folosit pentru z la transcrierea inscripțiilor protonordice).

Nazale
- n: [n]
- m: [m]

Aproximante
- j: [j]
- w: [w]

Lichide
- l: [l]
- r: [r]
- ʀ - vezi fricative z mai sus.

## Evoluția de la protogermanică înspre limba veche nordică

### Protogermanică în protonordică
Diferențele între protonordica atestată și protogermanica neatestată sunt mici. Diferența de nume este mai mult o chestie de convenție. Inscripțiile găsite în Scandinavia sunt considerate a fi în protonordică. Inscripțiile găsite în alte locuri sunt considerate a fi în protogermanică. De exemplu, numele inscris pe coiful Negau este în protogermanica, cu toate ca ar fi aceeași în protonordică. O diferență distinctivă între cele doua limbi este schimbarea în jos a  vocalei protogermanice ē în ā în protonordică. De exemplu, mēna (limba gotică) devine máni (limba nordică veche) (în engleză= moon). 
Este interesant faptul că unii lingviști debatează dacă limba ar trebui numită protonordică (protoscandinavă) sau pur și simplu protogermanica de nord. Pe când, de exemplu, Wolfgang von Krause vede limba inscripțiilor runice din perioada protonordică ca fiind precursoarea imediată a limbii nordice vechi, Elmer Antonsen le vede ca fiind limbi germanice de nord-vest.

### Protonordica înspre limba nordică veche
În perioada 500–800, au avut loc două mari schimbări în  protonordică. Au apărut umlaut-urile, ceea ce înseamnă că o vocală era influențată de vocala sau semivocala ce-i urma, de ex.  gestr (oaspete) în limba veche nordică a venit din protonordicul ȝastiz. Apariția umlaut-urilor a rezultat și în apariția noilor vocale  y (de ex. fylla de la *fullian) și œ (de ex. dœma de la *dōmian). 
A existat și un umlaut special cunoscut ca diftongare, adică vocala s-a schimbat în diftong, de ex. hiarta de la *herto sau fjorðr de la *ferþiuR. 
Datorită sincopării vocalele lungi din silabe neaccentuate au fost scurtate și multe vocale scurtate au fost pierdute. Uneori schimbările au fost drastice, de ex. cuvântul polisilabic *haƀukaz a devenit monosilabic ON haukr (uliu).
Tot acum a fost și perioada în care a apărut articolul definit postpus. El a evoluat ca formă enclitică cu pronumele demonstrativ inn. Astfel, dagr inn, (literal această/acea zi) a devenit dagrinn (ziua).